# 三明治

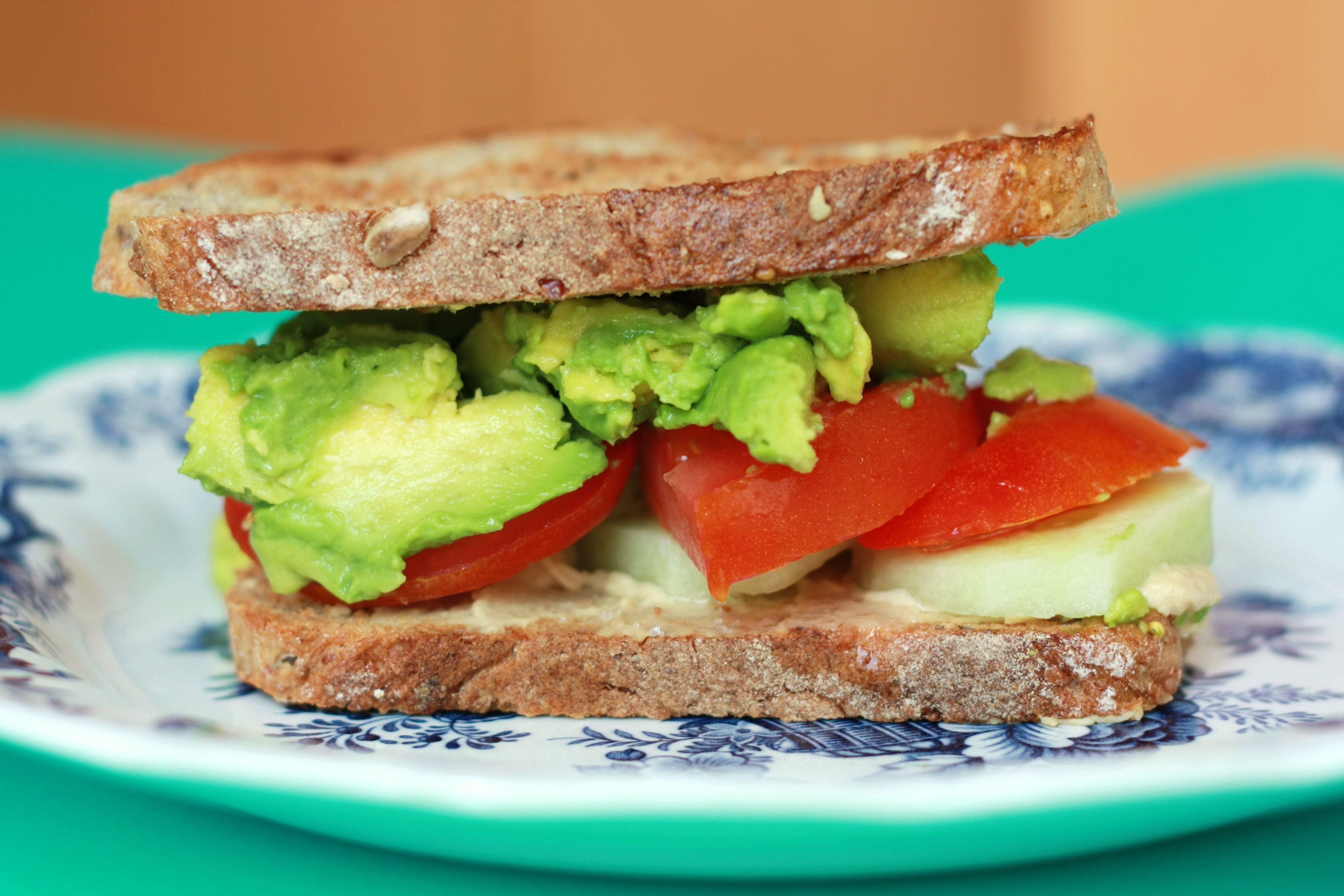
三明治

三明治（英語：Sandwich）是指一切在兩片以上的麵包或薄餅中間放置餡料如肉、乾酪或蔬菜等食物，加上調味料、醬汁任意搭配在一起的料理。其中的麵包經常會塗上少许沙拉醬、奶油、花生醬、調味油或其他調味料烘烤以改善味道和口感。三明治食用及携带方便，故經常作為正餐或郊游、遠足、旅行时的餐點。

## 歷史上的三明治

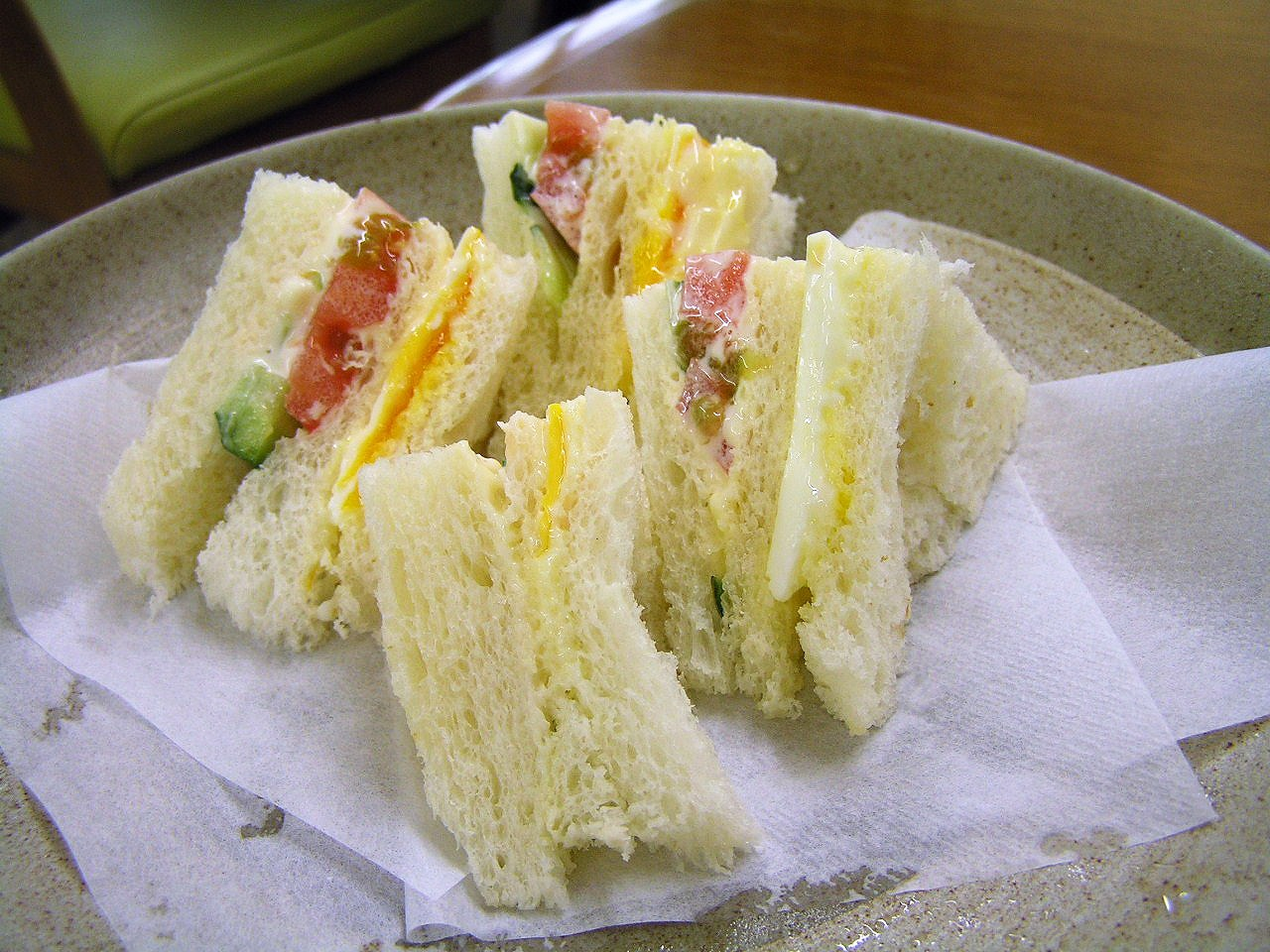
英式三明治

據說，三明治的命名是因為18世紀英國貴族第四代三明治伯爵約翰·孟塔古；三明治伯爵極度喜歡玩橋牌，常常玩得廢寢忘食，伯爵為了方便在玩橋牌時容易取食，特地發明出三明治這種食物。伯爵的朋友品嚐過後大聲叫好，不過三明治伯爵倒并不在意，由於這種食物沒有名字，所以伯爵的朋友們將其命名為三明治，三明治也迅速流行於英國社交界，不過據說，三明治伯爵因此而惹了十分多的麻煩，他顯然不太喜歡以自己的封號作食物名稱。他的伯爵領地名字來自英國肯特郡三明治村，名字來源自古英語Sandwich，意思是「滿是沙子的地方」。

## 種類

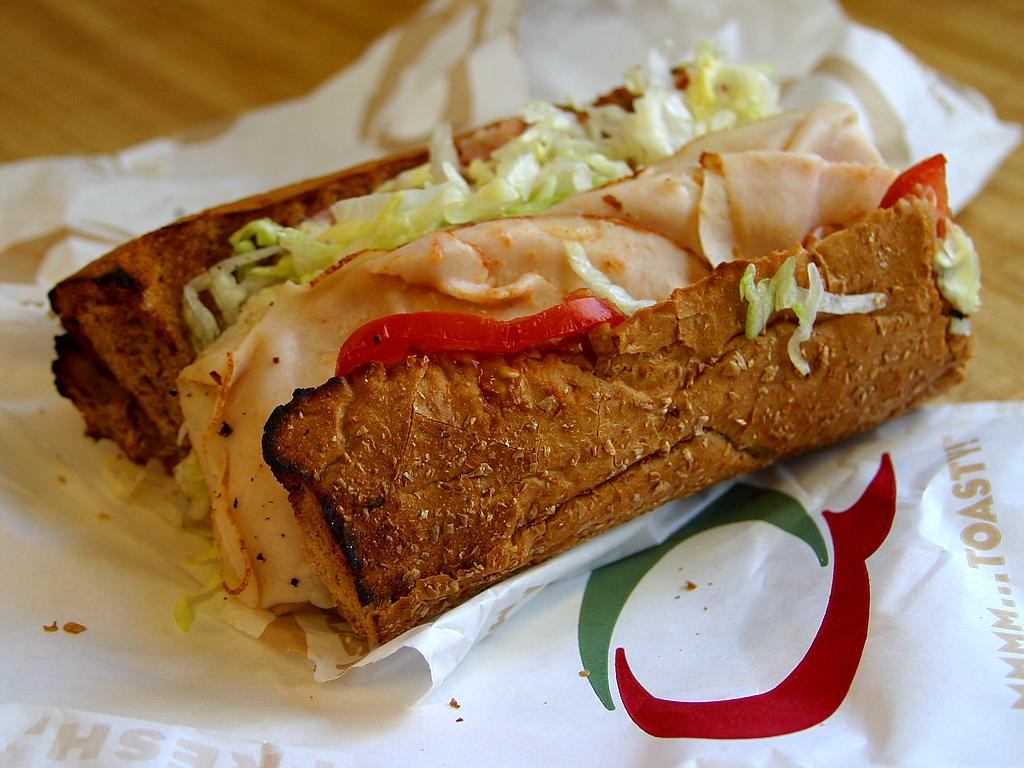
Quiznos的潛艇三明治

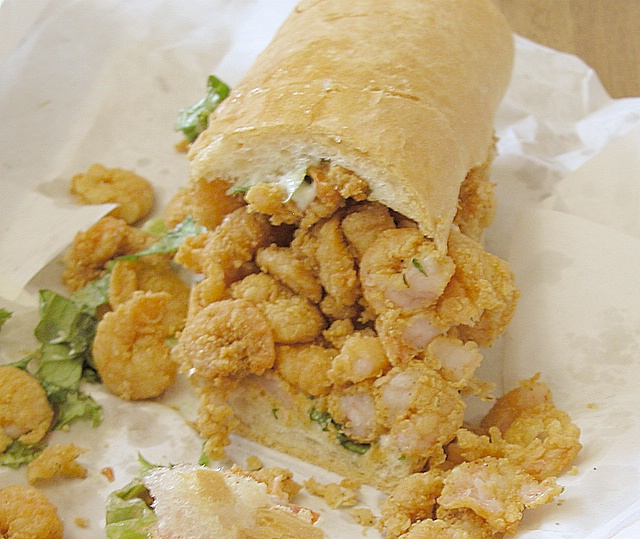
牡蛎穷孩儿三明治

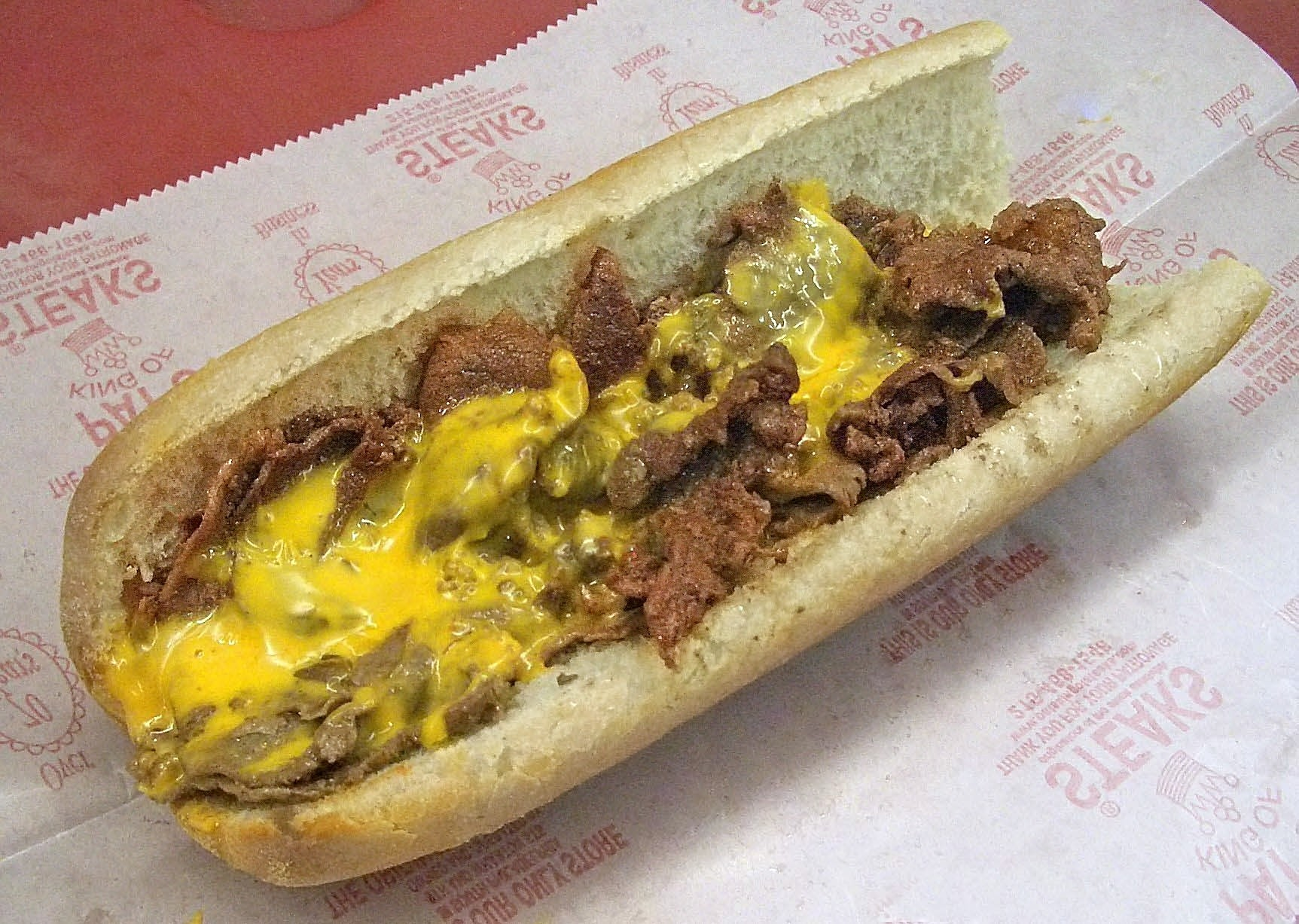
費城牛肉芝士三明治

三明治有很多種，其他用麵包作外層的食品也被當成三明治的一種。譬如墨西哥薄餅、麵包卷和意大利地道麵包福卡恰。而漢堡包也是三明治的一種。

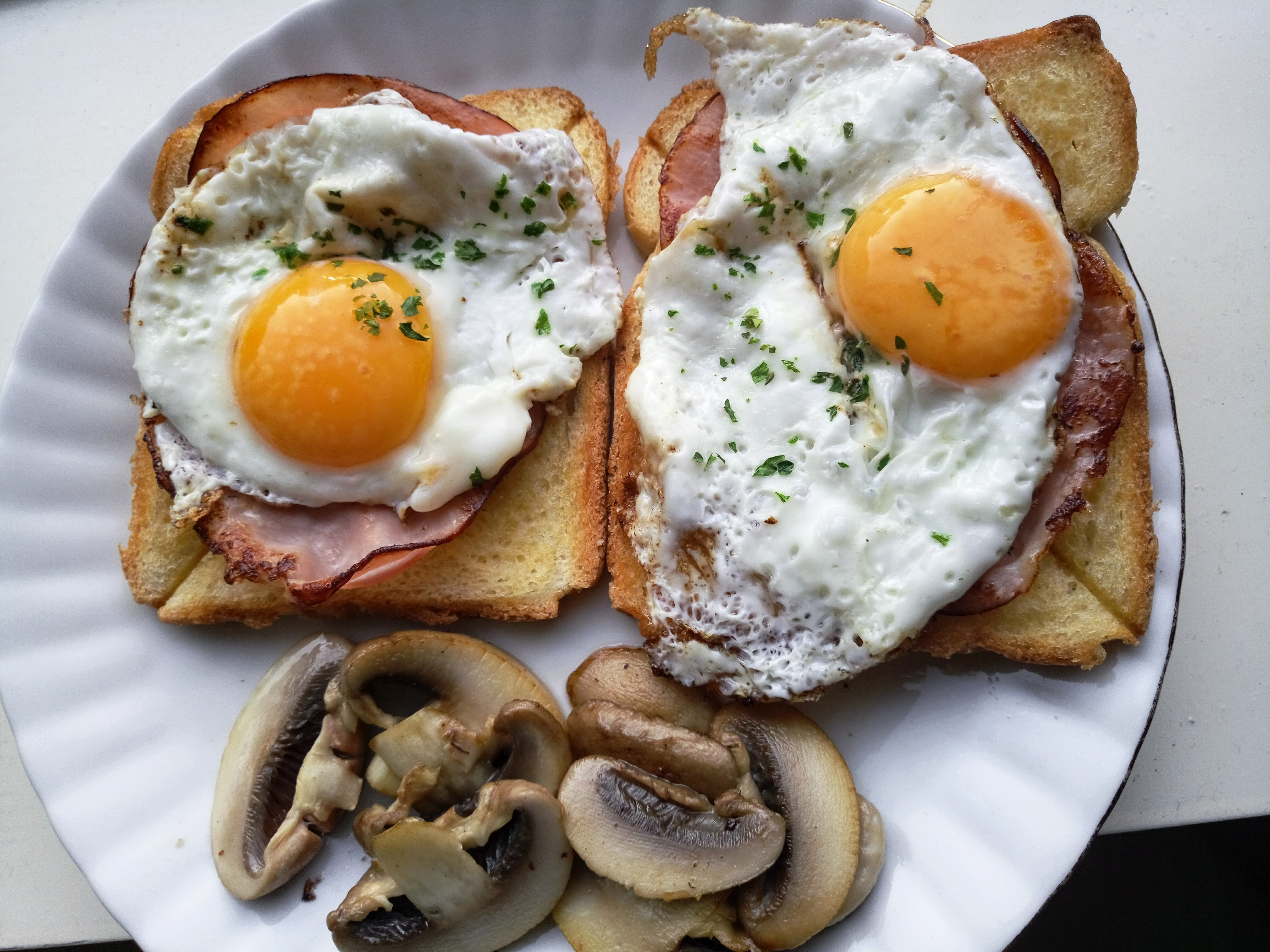
单面三明治

斯堪的納維亞人傳統上採用唯一塊麵包片，加上肉、魚、乾酪等。頂部什麼都不放，這種就是北歐人的傳統食物单面三明治。
- 三明治：即一般的三明治，為正方形吐司切半後夾入生菜、起司等餡料所製成。
- 鲁宾三明治：在美国常见的三明治。
- 潛艇三明治：通常用從中切開做成的法國麵包加上配料做成，通常約12寸長、3寸闊，一般配料有肉類、芝士、生菜、番茄、調味料、一般醬汁或沙律醬。一般認為「潛艇三明治」一詞來自二戰開始美國麻薩諸塞州波士頓斯科利廣場（Scollay Square）的一家餐館。
- 牡蛎穷孩儿三明治：流行于美国南部各州，尤其是路易斯安那州的一种食品。其作法用两片面包夹用油炸的牡蛎、番茄和调料制成。
- 費城牛肉芝士三明治：費城及其附近地區的食品。用一種細長的意大利麵包，裡面有切得很薄的肋眼牛肉片加炒過的洋蔥及蘑菇，然後淋上融化的芝士醬，也可加上紅椒或者是很辣的小尖椒。

印度
在印度，三明治多是素食主義者食用，他們用以製作素三明治。
英國
在英國，特別是北部，三明治十分常見，並且不拘形式地製作。三明治材料包括新鮮煎烤的煙肉和牛油。盛行的所谓BLT，是指培根（Bacon）、生菜（Lettuce）和番茄（Tomato）三种馅料。不列顛三明治協會將三明治定義為：任何形式的帶有餡料的麵包。英國的三明治週，由代表英國三明治產業的英國的三明治協會組織舉辦，舉行於5月第二个星期天。
在蘇格蘭，三明治叫做pieces。
美国
在美國三明治會用薯條作配菜。据华盛顿邮报报道，2003年美国三明治销售额为1,050亿美元。
義大利
帕尼諾為義大利特有的三明治，使用了拖鞋麵包製成。
臺灣
在臺灣，三明治主要是夾了各式抹醬、起司、蛋和其他肉類等食材的吐司三明治，有時會切半和去除吐司邊。吐司三明治興起於1980年代的台式泡沫红茶店或早餐店，幾乎是西式早餐店必備的餐點，在便利商店也買的到。廣義上，亦把其他種類的麵包夾餡料（如漢堡）視作三明治的一種。
澳大利亚
澳大利亞俗稱三明治為“sanger”或“sanga”（讀音“sang．a”，澳洲俚語）。
南非
在南非，三明治有時叫做sarmies。
香港

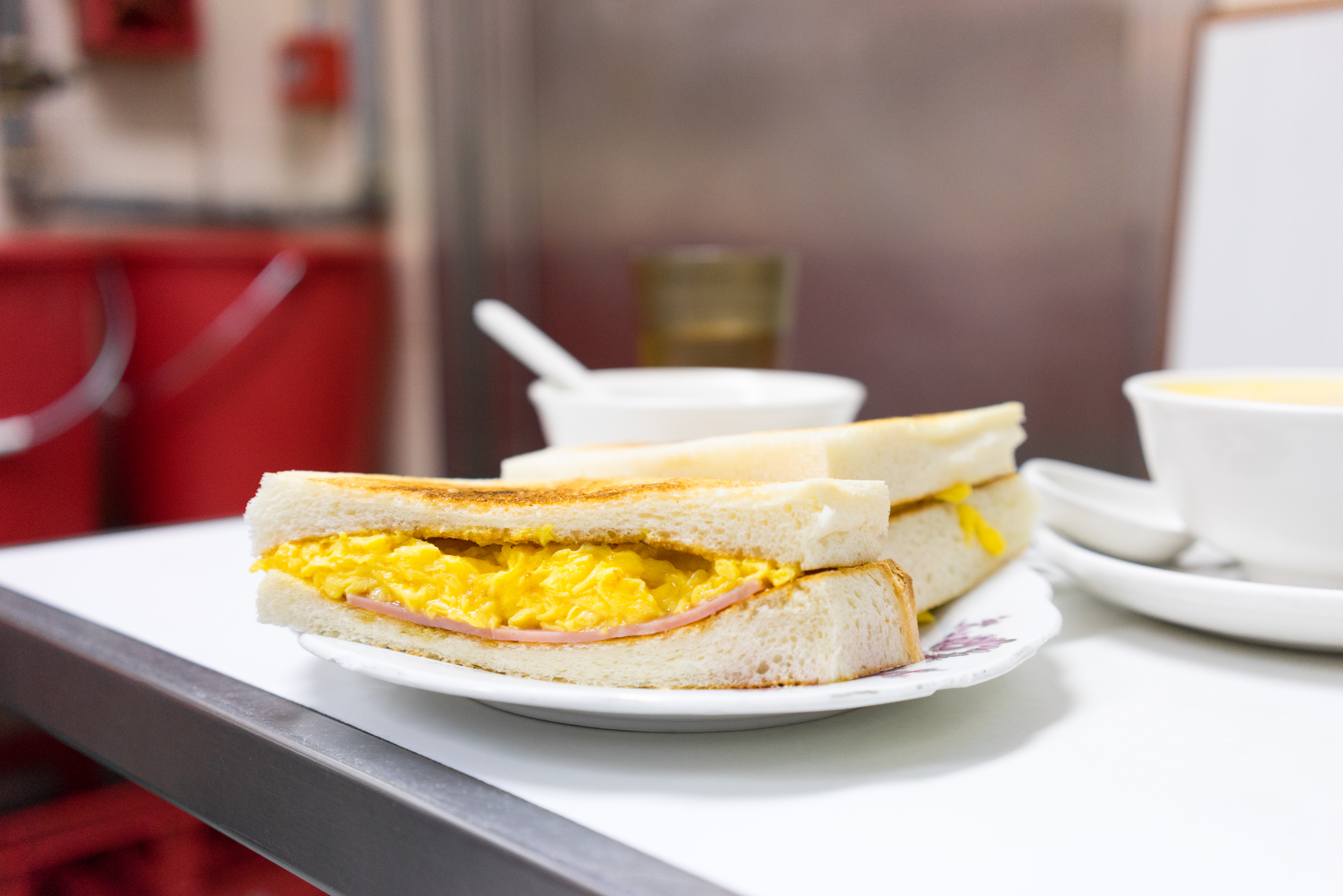
香港茶餐廳的火腿炒蛋三明治

在香港，由於前宗主國英國是三文治的發源地，所以三文治在香港十分流行，成為茶餐廳的必備食品。香港的三文治通常以白麵包製成。最常見的三文治有：煎雞蛋（蛋治）、火腿（腿治）和牛肉（牛治），通常會搭配兩種餡料，其中較著名的是煎雞蛋配上碎牛肉的蛋牛治。而餡料最豐富者，首推公司三文治（公司治）。先在焗爐烘過的三文治稱為「烘底」；切去麵包皮叫「飛邊」。
澳門
在澳門，三明治也是茶餐廳的必備食品。除了一般的餡料如煎雞蛋（蛋治）、火腿（腿治）、熟牛肉（牛治）等之外，也會揉合葡人喜愛的辣椒欖油沙甸魚作辣魚三明治（辣魚多），是豬扒包外另一特色澳門美食。

## 其他
火腿三明治定理，在n-维空间中有n个可测量的“物体”，用一个(n-1)-维的超平面把它们分成体积相等的两部分是可行的。
另外，三明治為兩組群島的名字：三明治群島即今日夏威夷群島，南大西洋有南三明治群島，現屬英國。
有一種職業是推銷人員將廣告看板一前一後掛在自己身上，這樣的看板稱為三明治看板或三明治人。

## 三文治圖集

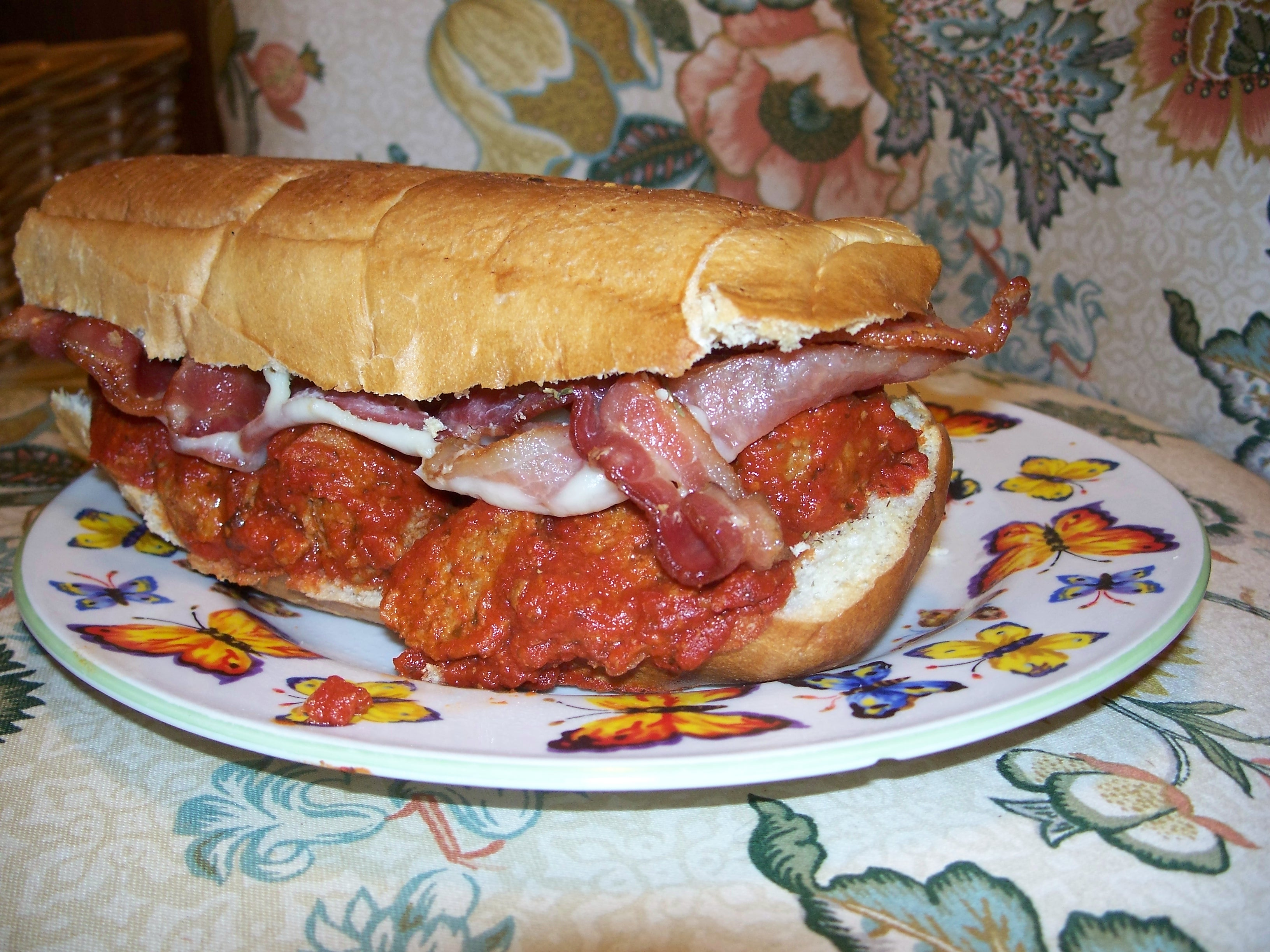
肉丸和烟肉三明治
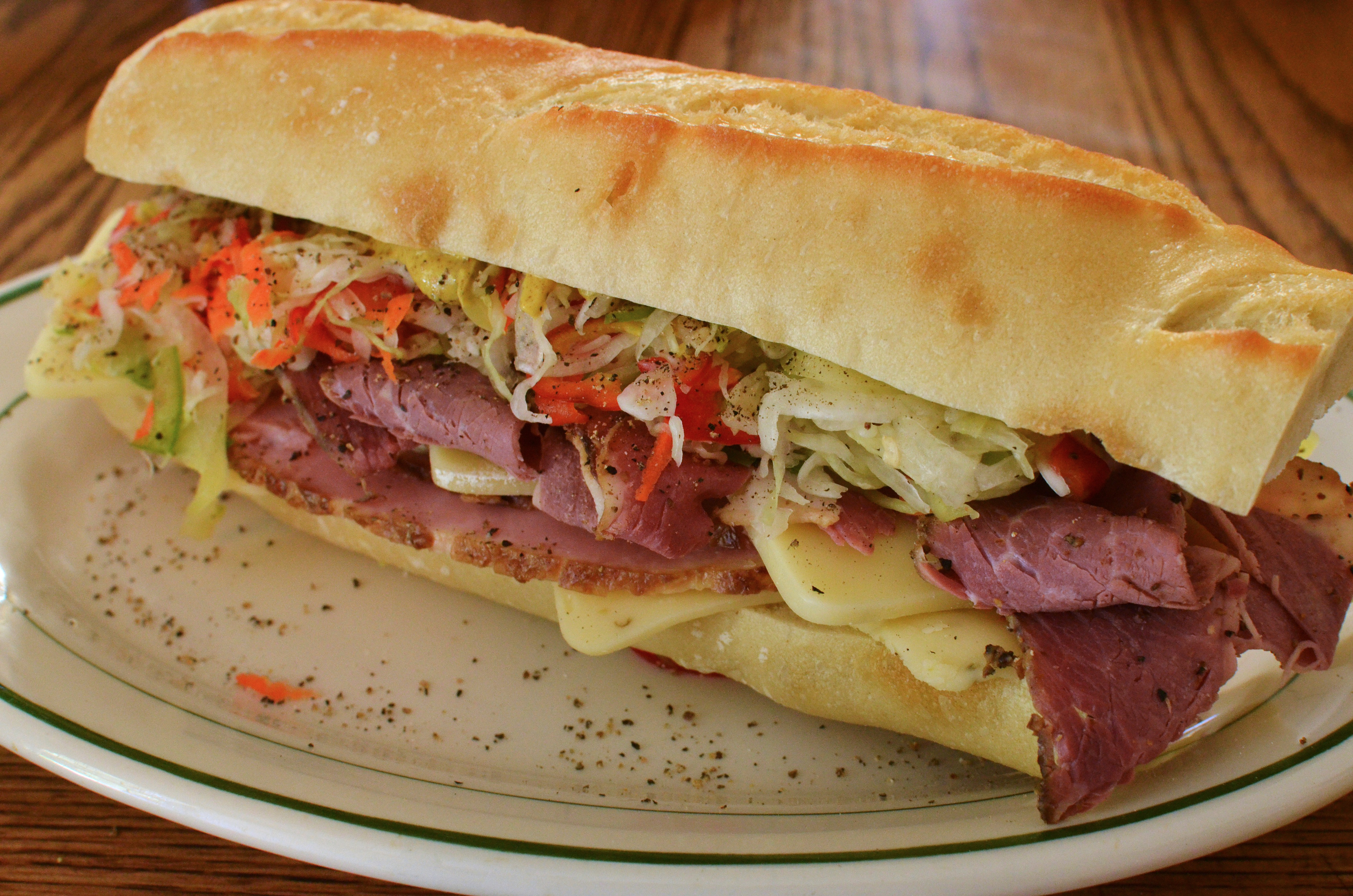
一個潛艇三文治
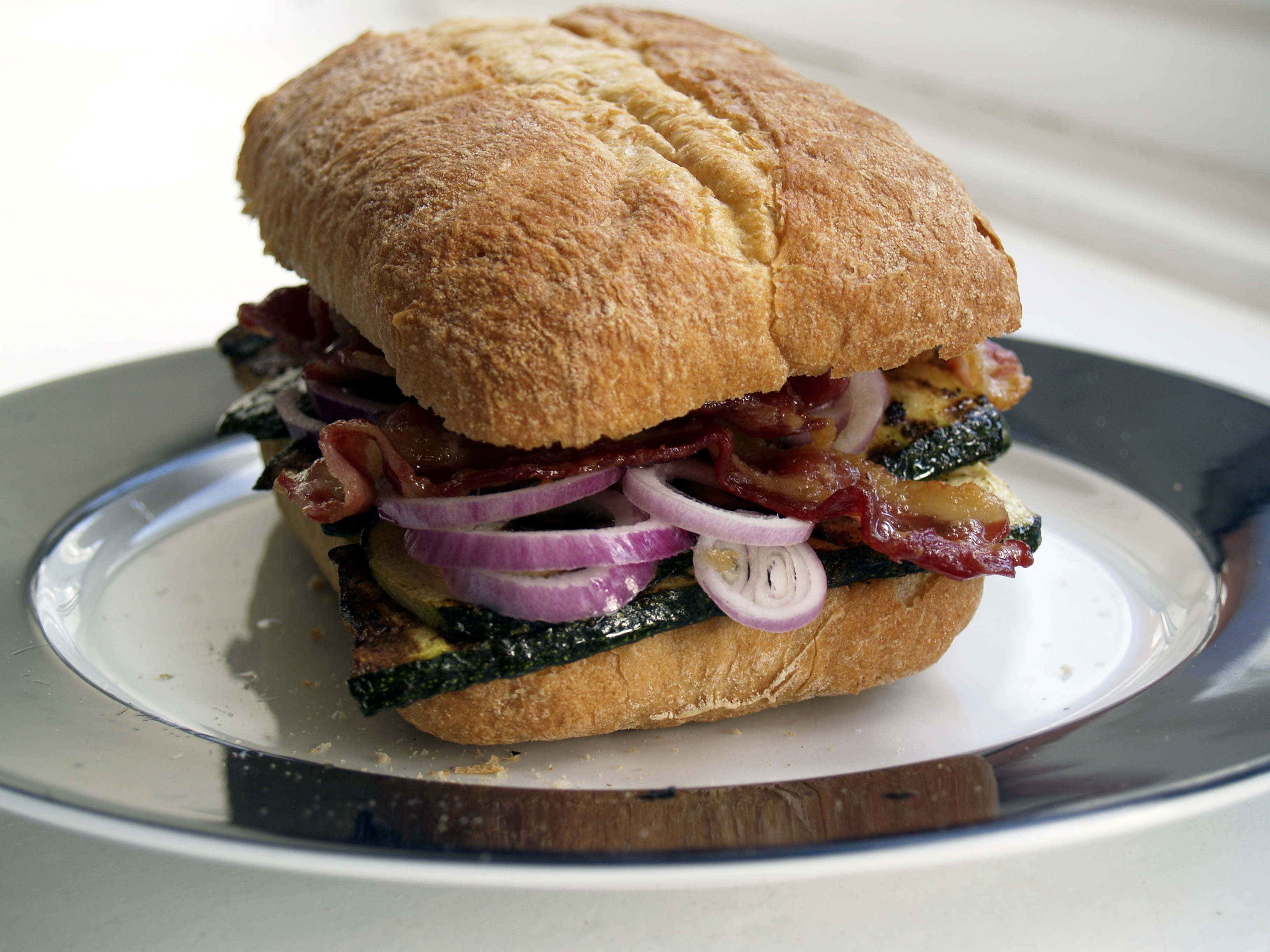
三明治
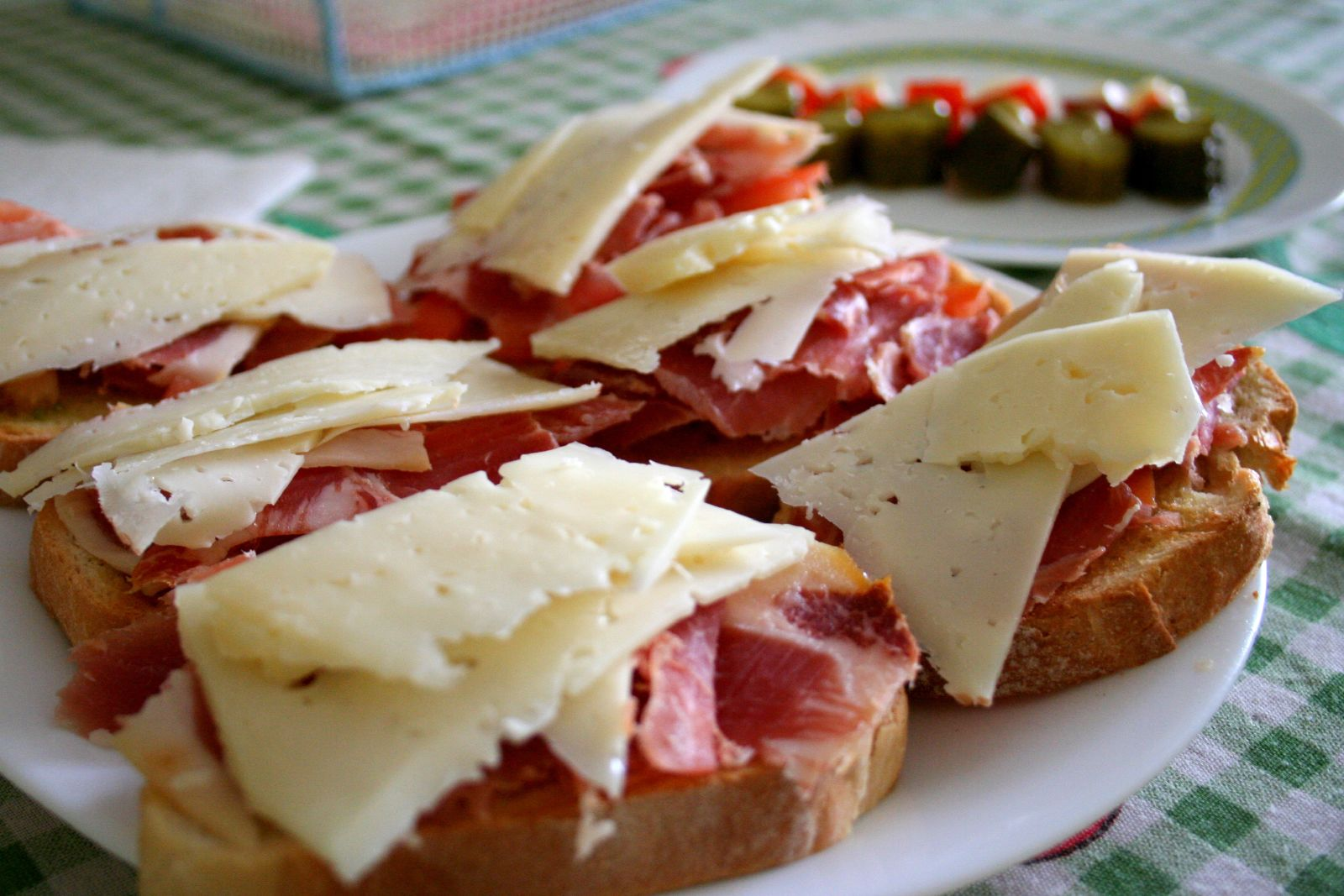
奶酪火腿三明治
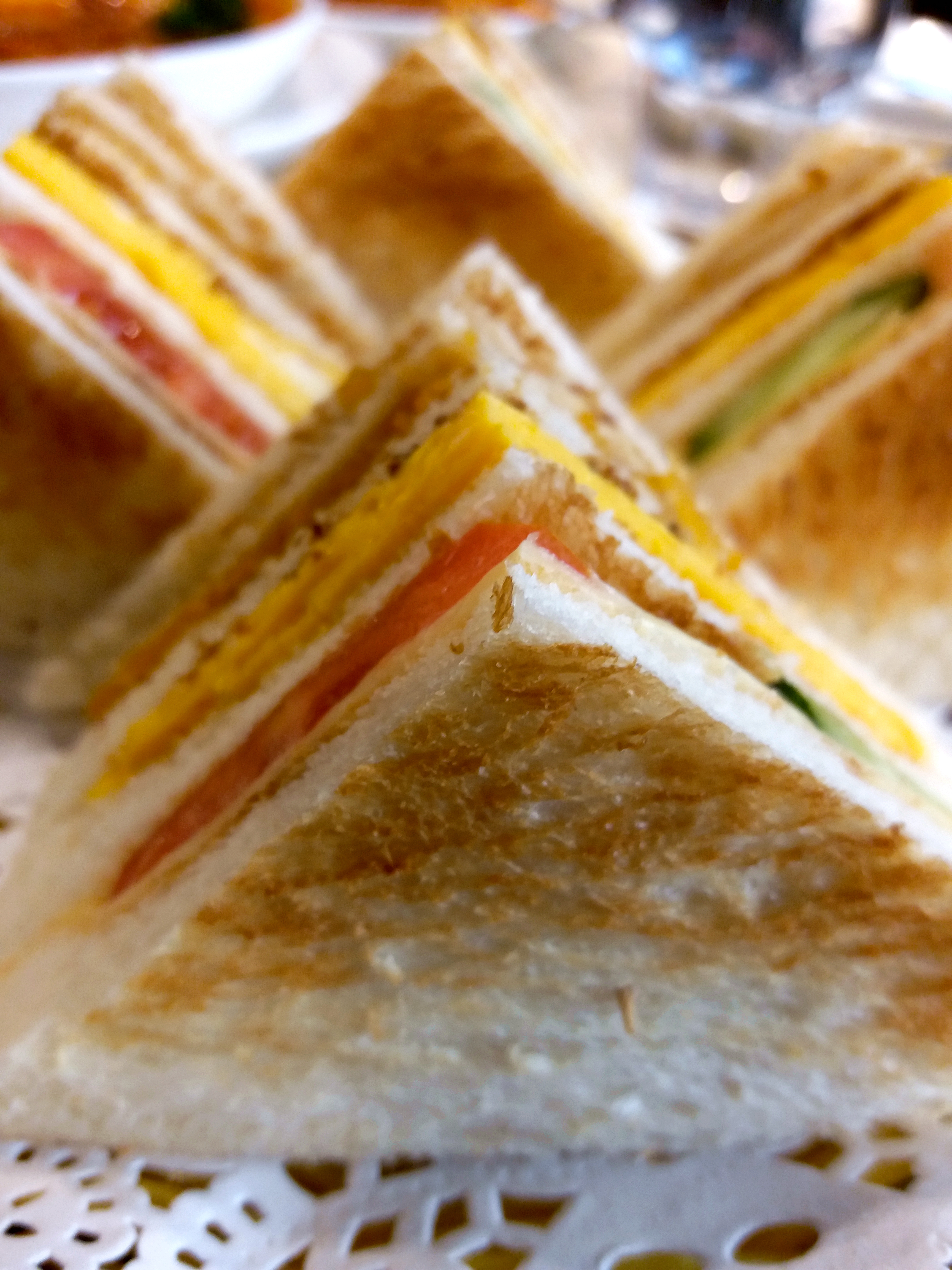
公司三文治